# Ercole sul monte Eta
Ercole sul monte Eta (in latino Hercules Oetaeus) è una tragedia di Lucio Anneo Seneca. Modello principale sono le Trachinie di Sofocle. L'effettiva paternità senecana di questa tragedia è tuttavia ancora incerta e dibattuta.

## Trama
La tragedia inizia con un lungo monologo in cui Ercole si lamenta col padre Giove perché non ha ancora mantenuto la promessa della sua assunzione in Cielo, per far parte degli dei olimpici. Egli è reduce dalla presa della città di Ecalia che è rimasta vittima dell'ira dell'eroe al quale il re della città aveva negato la mano della figlia Iole. 
Deianira, consorte di Ercole, appresa la notizia del tradimento medita un inganno che le permetta di riacquisire l'amore del marito: fa cospargere una tunica di un unguento che è, in realtà, il sangue del centauro Nesso, che il mostro le ha consegnato dopo essere stato ucciso da Ercole con una freccia. Il sangue del centauro è rimasto impregnato del veleno nel quale Ercole impregnava i propri dardi.
Ercole, ricevuto il vestito ed indossatolo, si accorge che questo aderisce alle sue carni e comincia a bruciarlo. Saputo ciò, Deianira decide di uccidersi, comprendendo di aver commesso un orrendo delitto: non soltanto ha ingannato Ercole ma ha soprattutto privato il mondo del suo vindex, del suo protettore.
Ercole, smaniando per il dolore, si fa costruire una pira sulla quale si fa bruciare.
La tragedia si conclude con la risurrezione e la seguente apoteosi dell'eroe che appare raggiante alla madre Alcmena.